# مونته‌سودایو
مونته‌سودایو (به ایتالیایی: Montescudaio) یک کومونه در ایتالیا است که در استان پیزا واقع شده‌است. مونته‌سودایو ۱۹٫۹ کیلومترمربع مساحت و ۱٬۶۸۴ نفر جمعیت دارد و ۲۴۲ متر بالاتر از سطح دریا واقع شده.

## خواهرخوانده
شهرهای Eberstadt, Castril، شارلوت آمالی، Christiansted, Frederiksted, Brandýs nad Labem-Stará Boleslav و سنت کرویکس، جزایر ویرجین ایالات متحده آمریکا خواهرخوانده‌های مونته‌سودایو هستند.